# Transport Sans Frontière

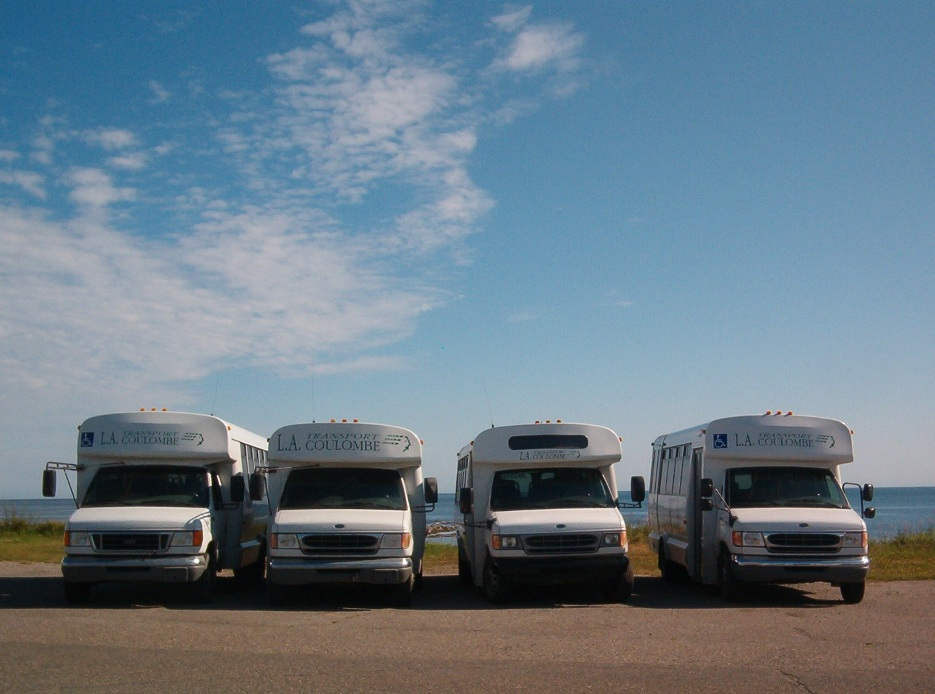
Les quatre minibus de Transport Sans Frontière

Transport Sans Frontière est un organisme à but non lucratif qui a pour mission le transport de personnes en Haute-Gaspésie.
L’organisme offre deux types de service : le transport adapté pour les personnes aux prises avec un handicap et le transport collectif pour l'ensemble de la population. Le territoire desservi comporte : Les Capucins, Cap-Chat, Sainte-Anne-des-Monts, Cap-Seize, Tourelle, Ruisseau-Castor, Cap-au-Renard, La Martre, Marsoui, Ruisseau-à-Rebours, Rivière-à-Claude, Mont-Saint-Pierre, Mont-Louis, L'Anse-Pleureuse, Gros-Morne, Manche-d'Épée, Madeleine-Centre, Rivière-La-Madeleine.
En 2006, Transport Sans Frontière a effectué 46 779 déplacements et ses véhicules ont parcouru 263 638 kilomètres afin de répondre aux besoins de 3 434 usagers.
Précurseur dans le domaine du transport collectif et adapté, l’organisme sert également de modèle aux autres municipalités régionales de comté voulant se doter d’un transport semblable.